# Ловля тунця (картина)
«Ловля тунця» — картина  іспанського художника  Сальвадора Далі, написана у 1966—1967 роках. Зберігається у колекції Фонду Поля Рікара у Франції на острові Бендор.
В композиції картини Далі синтезує свої попередні стильові відкриття: тут поєднані в одному цілому сюрреалізм, «квінтесенція жанрового живопису», пуантилізм, «action painting», ташизм, геометрична абстракція, поп-арт, оп-арт, психоделічне мистецтво. Картина має підзаголовок «Присвята Менсоньє», вона присвячена французькому живописцю XIX ст.  Жану Луї Ернесту Менсоньє, який спеціалізувався на зображенні батальних сцен.

## Історія
Далі почав працювати над створенням величезного полотна «Ловля тунця» (304 × 404 см) у 1966 році і закінчив у наступному сезоні. Імпульсом до її створення стали враження від розповіді батька про альмадрабу — добування тунця у бухтах, і показана ним гравюра невідомого шведського художника, що зображує ловлю тунця. У 1967 році Далі писав, що тоді розповідь батька викликала в його юнацькій уяві видіння блакитних вод моря, що кипіли від скаженого танцю збитих в одне ціле людей і рибин.
Вперше «Ловля тунця» була виставлена у 1971 році в Парижі в готелі «Моріс» як центральний твір виставки «Присвята Менсоньє» і одразу стала сенсацією. В каталозі до виставки Далі написав, що «Ловля тунця» є найбільш вишуканою його роботою. Кінцевим стимулом до її створення, за словами Далі, була думка Тейяра де Шардена про те, що Всесвіт скінченний у часі і обмежений у просторі, а не являє безкінечність, як часто думають; космос знаходиться десь в одній точці, і в певний момент він зійшовся саме в його картині, де сконцентрована вся «жахлива енергія» космосу, що представлена як у вбивцях, так і в жертвах кривавої бійні.
Картину придбав Поль Рікар (англ. Paul Ricard) за 280 тис. доларів. Через деякий час полотно у Рікара вкрали, що полестило Далі, оскільки ця крадіжка викликала великий резонанс. Пізніше з'ясувалось, що крадій вирішив здобути її для того, щоб довести, що може винести картину такого великого розміру.

## Опис
| Ми бачимо на цій картині поєднання часів, тут сусідують персонажі, що нагадують своїм виглядом героїв античного, дохристиянського світу, і сучасні люди. Дія розвивається в напруженій динаміці поз і ракурсів. Люди ніби в'язнуть в цьому вирі гріхів, в тяжкій, наповненій тушами рибин і кров'ю воді, вони і самі ніби приречені власною жорстокістю на страждання.[1] |